# Loxoblemmus intermedius
Loxoblemmus intermedius är en insektsart som beskrevs av Lucien Chopard 1929. Loxoblemmus intermedius ingår i släktet Loxoblemmus och familjen syrsor. Inga underarter finns listade i Catalogue of Life.